# Onneca Sánchez di Navarra
Oneca Sánchez (Oneca in spagnolo, galiziano e aragonese, Onega in portoghese, Onnega in catalano, Oneka in basco; all'inizio del X secolo – giugno 931) fu regina consorte di León dal 925 al 931.

## Origine
Onneca, secondo il codice di Roda, era figlia del re di Pamplona, Sancho I Garcés e di Toda di Navarra, figlia di Aznar Sánchez, signore di Larraun e di Oneca Fortúnez, la figlia del Re di Pamplona, Fortunato Garcés e di Oria. Entrambi i genitori di Toda discendevano dalla famiglia Arista.

Sancho, secondo il codice di Roda, era il figlio primogenito del co-regnante e poi reggente di Pamplona García II Jiménez (della dinastia Jimena Jimena) e della sua seconda moglie, Dadildis di Pallars, sorella del Conte di Ribagorza e di Pallars, Raimondo I, nipote del conte Raimondo I di Tolosa.

García era discendente della dinastia Jimena, da parte di padre e dalla Arista, da parte di madre.

García era anche cugino dell'emiro e poi califfo di al-Andalus, ʿAbd al-Raḥmān III; infatti la nonna, Oneca Fortúnez, in prime nozze, aveva sposato l'emiro di al-Andalus, ʿAbd Allāh ibn Muḥammad a cui aveva dato un figlio, Mohammed (fratellastro di Toda) che generò l'emiro e poi califfo di al-Andalus, ʿAbd al-Raḥmān III, come riporta la Histoire de l'Afrique et de l'Espagne (nipote di Toda).

## Biografia
Nel 923 Onneca, secondo il codice di Roda, sposò l'erede al trono del León Alfonso Ordóñez, che, secondo la Historia del Real Monasterio de Sahagún era il figlio secondogenito del re di León Ordoño II e di Elvira Menendez, figlia del conquistatore di Coimbra (876), il conte galiziano di Porto, Ermenegildo Gutierrez ed Ermessinda Gatonez, come riporta il Diccionario biográfico español, Real Academia de la Historia.
Nel 924, alla morte del suocero, mentre suo marito, Alfonso combatteva contro il fratello, Sancho, per la successione, come riporta lo storico Rafael Altamira, lo zio Fruela usurpò loro il trono del Leon e Galizia, riunendolo al regno delle Asturie.
Secondo il Cartulario de Albelda, nel gennaio 925, Onneca (Enneca eiusdem principis filia), assieme ai genitori ed ai fratelli fece una donazione al Monastero di San Martino di Albelda.
Nel 925, alla morte dello zio del marito, Fruela II, sul trono unificato di León gli succedette il figlio Alfonso Froilaz; il marito di Onneca, Alfonso Ordóñez, appoggiato dai fratelli, avanzò delle pretese in quanto legittimo erede di Ordoño II, e con l'aiuto del padre di Onneca, Sancho I Garcés di Navarra, sconfisse Alfonso Froilaz, che si ritirò in Galizia, dove si attribuì il titolo di re, come riporta la Storia della Bardulia sconfissero Alfonso Froilaz.

Come conferma il Sampiri chronicon, Alfonso fu eletto re di León(assumendo l'ordinale IV, cioè non considerando legittimo il suo predecessore), mentre Sancho, che aveva rinunciato al trono del León, assieme al fratello, Ramiro, continuava la lotta in Galizia, contro Alfonso Froilaz.
Secondo el Archivo de la Catedral de León (non consultato) l'11 aprile 931, Onneca intervenne con il marito in una donazione al monastero dei Santi Cosma e Damiano.
Due mesi dopo, come riporta il Diccionario biográfico español, Real Academia de la Historia, Onneca morì  ed Alfonso, che era molto religioso, (era molto devoto a Santiago), a seguito della perdita della moglie, cominciò a prendere in considerazione l'idea di farsi monaco; cosa che realizzò nell'agosto del 931, pregiudicando così la successione al trono del figlio Ordoño. Infatti comunicò al fratello Ramiro la sua decisione di abdicare, e lo convocò a Zamora, dove, in una cerimonia celebrata davanti ai nobili, indossò l'abito da monaco, consegnò al fratello il regno, nuovamente unificato, ed entrò nel monastero di Sahagún.
Onneca fu sepolta nel  monastero di Ruiforco. I suoi resti mortali furono, alcuni anni dopo, traslati  nella Real Basílica di Sant'Isidoro a León.

## Figli
Onneca e Alfonso ebbero due figli:
- Ordoño IV (ca. 926-962), re di León[19];
- Fruela di León († dopo il 975), citato in un documento del 975[17]

## Ascendenza
|                            |               |                         | Genitori              |  |  | Nonni |  |  | Bisnonni        |  |  | Trisnonni             |  |
|                            |               |                         |                       |  |  |       |  |  | Jimeno I Garcés |  |  | Garcia I di Guascogna |  |
|                            |               |                         |                       |  |  |       |  |  | Jimeno I Garcés |  |  | Garcia I di Guascogna |  |
|                            |               | …                       |                       |  |  |       |  |  | Jimeno I Garcés |  |  |                       |  |
| García II Jiménez          |               |                         |                       |  |  |       |  |  | Jimeno I Garcés |  |  |                       |  |
|                            |               | …                       | …                     |  |  |       |  |  |                 |  |  |                       |  |
|                            |               | …                       | …                     |  |  |       |  |  |                 |  |  |                       |  |
|                            |               | …                       | …                     |  |  |       |  |  |                 |  |  |                       |  |
| Sancho I Garcés di Navarra |               | …                       |                       |  |  |       |  |  |                 |  |  |                       |  |
|                            |               | Llop I Donat de Bigorra | Donat Loup de Bigorre |  |  |       |  |  |                 |  |  |                       |  |
|                            |               | Llop I Donat de Bigorra | Donat Loup de Bigorre |  |  |       |  |  |                 |  |  |                       |  |
|                            |               | Llop I Donat de Bigorra | Faquilo               |  |  |       |  |  |                 |  |  |                       |  |
| Dadildis di Pallars        |               | Llop I Donat de Bigorra |                       |  |  |       |  |  |                 |  |  |                       |  |
|                            |               | Franquilena di Tolosa   | Raimondo I di Tolosa  |  |  |       |  |  |                 |  |  |                       |  |
|                            |               | Franquilena di Tolosa   | Raimondo I di Tolosa  |  |  |       |  |  |                 |  |  |                       |  |
|                            |               | Franquilena di Tolosa   | …                     |  |  |       |  |  |                 |  |  |                       |  |
| Onneca Sánchez di Navarra  |               | Franquilena di Tolosa   |                       |  |  |       |  |  |                 |  |  |                       |  |
|                            | Sancho Garcés | García I Íñiguez        |                       |  |  |       |  |  |                 |  |  |                       |  |
|                            | Sancho Garcés | García I Íñiguez        |                       |  |  |       |  |  |                 |  |  |                       |  |
|                            | Sancho Garcés | Urraca                  |                       |  |  |       |  |  |                 |  |  |                       |  |
| Aznar Sánchez              | Sancho Garcés |                         |                       |  |  |       |  |  |                 |  |  |                       |  |
|                            |               | …                       | …                     |  |  |       |  |  |                 |  |  |                       |  |
|                            |               | …                       | …                     |  |  |       |  |  |                 |  |  |                       |  |
|                            |               | …                       | …                     |  |  |       |  |  |                 |  |  |                       |  |
| Toda di Navarra            |               | …                       |                       |  |  |       |  |  |                 |  |  |                       |  |
|                            |               | Fortunato Garcés        | García I Íñiguez      |  |  |       |  |  |                 |  |  |                       |  |
|                            |               | Fortunato Garcés        | García I Íñiguez      |  |  |       |  |  |                 |  |  |                       |  |
|                            |               | Fortunato Garcés        | Urraca                |  |  |       |  |  |                 |  |  |                       |  |
| Oneca Fortúnez             |               | Fortunato Garcés        |                       |  |  |       |  |  |                 |  |  |                       |  |
|                            |               | Oria                    | …                     |  |  |       |  |  |                 |  |  |                       |  |
|                            |               | Oria                    | …                     |  |  |       |  |  |                 |  |  |                       |  |
|                            |               | Oria                    | …                     |  |  |       |  |  |                 |  |  |                       |  |
|                            |               | Oria                    |                       |  |  |       |  |  |                 |  |  |                       |  |

### Fonti primarie
- (LA)  Historia de España: parte XVI, Sampiri Astoricensis Episcopi chronicon.
- (LA)  Textos navarros del Códice de Roda Archiviato il 31 gennaio 2021 in Internet Archive..
- (LA)  España sagrada. Volumen 14
- (LA)  Cartulario de Albelda.

### Letteratura storiografica
- Rafael Altamira, Il califfato occidentale, in L’espansione islamica e la nascita dell’Europa feudale, collana «Storia del mondo medievale», II volume, Milano, Garzanti, 1999  [1979],  pp. 477–515, SBN RAV0065639.
- (ES)  Historia del Real Monasterio de Sahagún
- (FR)  #ES Histoire de l'Afrique et de l'Espagne, Volume 2).